# Steinernes Haus (Erfurt)

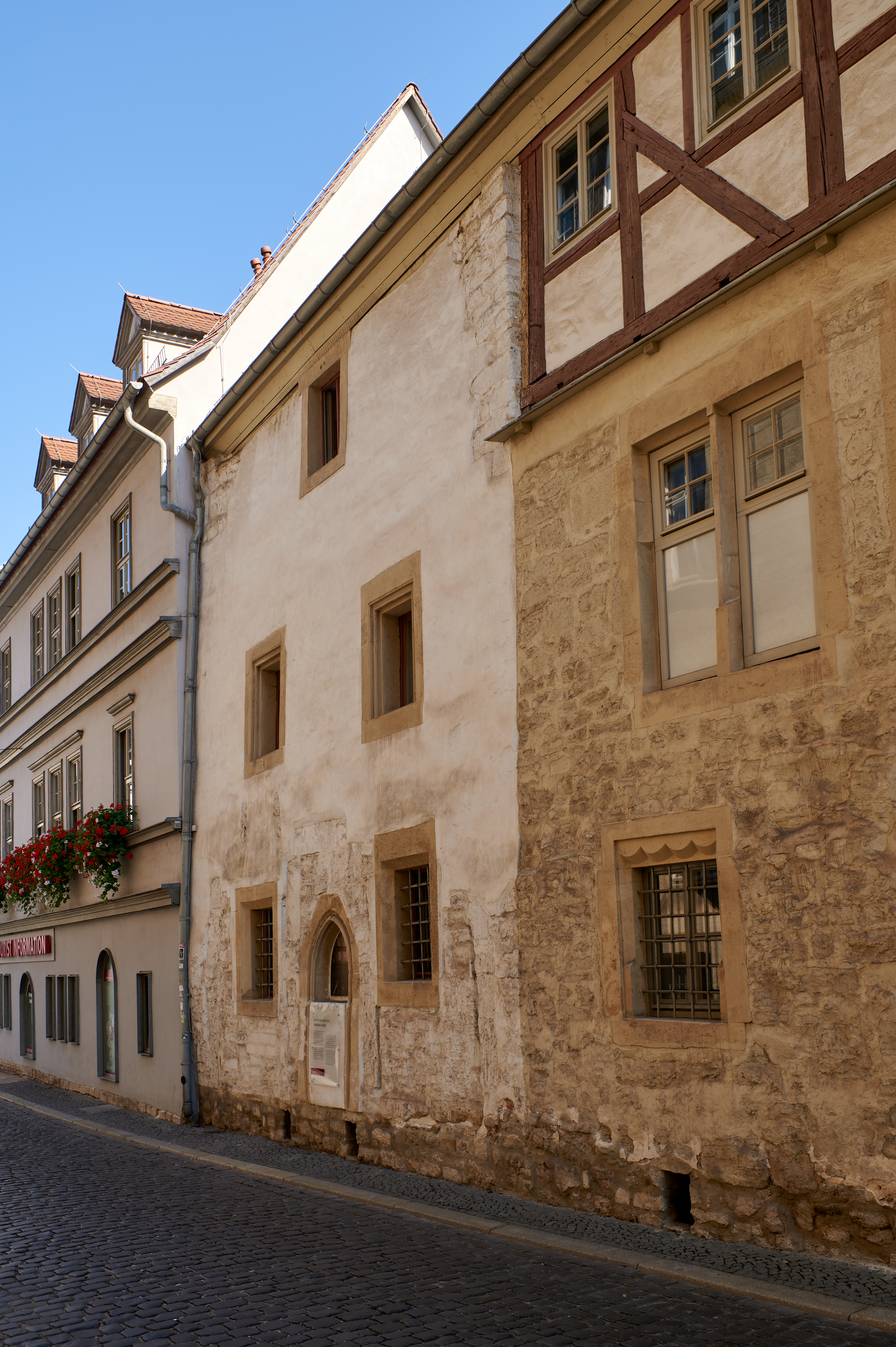
Das Steinerne Haus in Erfurt

Bei dem Steinernen Haus handelt es sich um ein um 1250 erbautes Wohnhaus in Erfurt. Es war seit Ende des 13. Jahrhunderts in jüdischem Besitz. Seit 2023 ist es zusammen mit der Alten Synagoge und der Mikwe Teil des UNESCO-Welterbes Jüdisch-Mittelalterliches Erbe in Erfurt.

## Geschichte
Das Steinerne Haus wurde um 1250 erbaut. Es war dann ab 1293 in jüdischem Besitz. Bereits 1992 wurde die Holzdecke im Obergeschoss erforscht. Von 2015 bis 2017 wurde das Gebäude grundlegend untersucht. Das Steinerne Haus wurde, 2023 bei der 45. Sitzung des UNESCO-Komitees, als Teil des Jüdisch-Mittelalterlichen Erbes in Erfurt, UNESCO-Welterbe.

## Beschreibung
Das Steinerne Haus befindet sich im ehemaligen Jüdischen Quartier und steht heute am Benediktsplatz 1. 
Im Dachgeschoss des Steinernen Hauses befinden sich die Reste eines Stufengiebels, der jedoch 1385 durch einen Anbau überdeckt wurde. Im Obergeschossraum ist noch die originale gotische Ausstattung mit einer spitzbogigen Lichtnische mit Rauchabzug, mit kaum veränderten Außenwänden mit Ritzfugen sowie einer farbig gefassten Holzbalkendecke erhalten. Die Balken der Holzdecke, die das gesamte Obergeschoss überspannt, konnten auf 1241/42, nach anderen Angaben auf 1244, datiert werden und weisen jeweils unterschiedliche Ornamentik auf, während die zwischen den einzelnen Balken befindlichen Deckenbretter einheitlich mit einem Radmotiv verziert sind.
Unter dem Gebäude befindet sich ein mittelalterlicher Keller mit einem romanischen Portal. Die Ursprünge des Kellers gehen bis in das 12. Jahrhundert zurück. Im Keller befindet sich außerdem ein weiteres Portal aus dem 13. Jahrhundert sowie eine Einwölbung aus dem 14. Jahrhundert.